# Agnieszka Woźniak
Agnieszka Woźniak, wcześniej znana jako Agnieszka Olesz (ur. 27 sierpnia 1979) – polska lekkoatletka specjalizująca się w chodzie sportowym, wielokrotna medalistka mistrzostw Polski, trenerka.

## Kariera sportowa
Agnieszka Olesz zdobyła szereg medali w kategoriach juniorskich m.in. złoty medal mistrzostw Polski młodzieżowców na dystansie 10 km na zawodach rozegranych w Gdańsku w 1999 roku. Wystąpiła także Młodzieżowych Mistrzostwach Europy w Lekkoatletyce 2001 rozgrywanych w Amsterdamie, gdzie w chodzie na 20 km zajęła 15. miejsce.
W czasie swojej kariery seniorskiej zdobyła 14 medali mistrzostw Polski rozgrywanych na otwartym stadionie i w hali, w tym 3 złote. Specjalizowała się głównie w dystansie 20 km, gdzie zdobyła tytuły mistrzowskie w 2005 (Rumia) i w 2006 (Bydgoszcz). Ponadto pozrzynano jej tytuł halowej mistrzyni Polski w chodzie na 3000 m za występ w 2006 roku w Spale.
W 2002 roku w Turynie wystartowała w pucharze świata, gdzie na 20 km zajęła 68. pozycję. Dwukrotnie reprezentowała Polskę także w pucharze Europy w chodzie sportowym: w Dudincach w 2001 – 33. miejsce na 20 km i Miszkolcu w 2005 – 34. miejsce na 20 km.
Jej wynik uzyskany w 2003 roku w Zaniemyślu na 20 km (1:37:09) jest według stanu na 31.12.2024 piętnastym najlepszym w historii polskiej lekkoatletyki.
W czasie swojej kariery należała do klubu AZS-AWF Katowice.
Po karierze zawodniczej zajęła się działalnością szkoleniową. Była trenerem kadry narodowej. Jako trenerka klubowa działała m.in. w AZS-AWF Gorzów Wielkopolski, KMKL Sztorm Kołobrzeg i ALKS AJP Gorzów Wielkopolski, gdzie jej podopiecznymi byli lub są m.in. Magdalena Żelazna, Izabela Krzyżanowska i Kinga Waleriańczyk. Od 2009 roku jest nauczycielką w Zespole Szkół Mistrzostwa Sportowego w Gorzowie Wielkopolskim.

## Osiągnięcia

### Seniorzy – krajowe
| Rok  | Impreza                            | Miejsce        | Konkurencja    | Pozycja    | Wynik    |
| ---- | ---------------------------------- | -------------- | -------------- | ---------- | -------- |
| 1999 | Halowe mistrzostwa Polski seniorów | Spała          | chód na 3000 m | 2. miejsce | 14:16,39 |
| 1999 | Mistrzostwa Polski seniorów        | Biała Podlaska | chód na 20 km  | 2. miejsce | 1:43:39  |
| 2000 | Halowe mistrzostwa Polski seniorów | Spała          | chód na 3000 m | 2. miejsce | 14:00,88 |
| 2001 | Mistrzostwa Polski seniorów        | Podiebrady     | chód na 20 km  | 2. miejsce | 1:41:11  |
| 2001 | Mistrzostwa Polski seniorów        | Biała Podlaska | chód na 10 km  | 3. miejsce | 48:38    |
| 2002 | Mistrzostwa Polski seniorów        | Wschowa        | chód na 20 km  | 2. miejsce | 1:38:45  |
| 2003 | Halowe mistrzostwa Polski seniorów | Spała          | chód na 3000 m | 3. miejsce | 13:14,37 |
| 2003 | Mistrzostwa Polski seniorów        | Bielsko-Biała  | chód na 20 km  | 3. miejsce | 1:38:40  |
| 2004 | Mistrzostwa Polski seniorów        | Bydgoszcz      | chód na 20 km  | 2. miejsce | 1:42:06  |
| 2005 | Halowe mistrzostwa Polski seniorów | Spała          | chód na 3000 m | 2. miejsce | 13:28,92 |
| 2005 | Mistrzostwa Polski seniorów        | Rumia          | chód na 20 km  | 1. miejsce | 1:37:47  |
| 2006 | Halowe mistrzostwa Polski seniorów | Spała          | chód na 3000 m | 1. miejsce | 13:31,60 |
| 2006 | Mistrzostwa Polski seniorów        | Bydgoszcz      | chód na 20 km  | 1. miejsce | 1:43:04  |
| 2007 | Mistrzostwa Polski seniorów        | Poznań         | chód na 20 km  | 3. miejsce | 1:39:50  |

### Juniorzy – krajowe
| Rok  | Impreza                            | Miejsce | Konkurencja    | Pozycja    | Wynik    |
| ---- | ---------------------------------- | ------- | -------------- | ---------- | -------- |
| 1997 | Halowe mistrzostwa Polski juniorów | Spała   | chód na 3000 m | 2. miejsce | 15:23,62 |
| 1997 | Mistrzostwa Polski juniorów        | Poznań  | chód na 5 km   | 2. miejsce | 25:11,99 |
| 1998 | Halowe mistrzostwa Polski juniorów | Spała   | chód na 3000 m | 2. miejsce | 14:20,09 |
| 1999 | Mistrzostwa Polski młodzieżowców   | Gdańsk  | chód na 10 km  | 1. miejsce | 50:11    |
| 2001 | Mistrzostwa Polski młodzieżowców   | Gdańsk  | chód na 10 km  | 2. miejsce | 48:01    |